# Entelurus aequoreus
Entelurus aequoreus  o gran agulla de mar és una espècie de peix de la família dels singnàtids i de l'ordre dels singnatiformes.

## Morfologia
- Els mascles poden assolir 40 cm de longitud total.[1][2]

## Reproducció
És ovovivípar i el mascle transporta els ous en una bossa ventral, la qual es troba a sota de la cua.

## Alimentació
Menja crustacis petits i alevins.

## Hàbitat
És un peix demersal de clima tropical que viu entre 5-100 m de fondària.

## Distribució geogràfica
Es troba des d'Islàndia i Noruega fins a les Açores i la mar Bàltica.